# ديفيد لي نيكلسون
ديفيد لي نيكلسون (بالإنجليزية: James David Lee Nicholson) هو مجدف بريطاني، ولد في 31 يناير 1938 في سكاربورو في المملكة المتحدة، وتوفي في 8 يناير 1967 في دونكاستر في المملكة المتحدة.

## وصلات خارجية
- ديفيد لي نيكلسون على موقع الاتحاد الدولي للتجديف (الإنجليزية)
- ديفيد لي نيكلسون على موقع أوليمبيديا (الإنجليزية)
- ديفيد لي نيكلسون على موقع اللجنة الأولمبية البريطانية (الإنجليزية)